# 余生 (游戏)
《余生》是一款史克威爾艾尼克斯發行的隐蔽类游戏，遊戲平台為Microsoft Windows與PlayStation 4。日本首先於2019年2月28日發售，其他國家則在2019年3月5日發售。

## 遊戲玩法
遊戲採用第三人稱射擊，玩家將扮演三名主角在戰場上生存，而除了躲避敵人的攻擊，還要拯救戰場上的倖存者。
除了遊戲中可以獲得的道具外，玩家可以藉由製作功能來造出各種道具，例如透過伏特加和布製造出汽油彈；空罐加上發煙筒變成發煙罐。
玩家可以在地圖各處發現裝甲機兵（Wanzer）。機兵按照部位共分成「腕部武裝」、「肩部武裝」以及「滾輪滑移」，機兵的武裝不能補給彈藥，但可以搶奪對方的腕部武裝來更換，沒有彈藥時也可以透過滾輪滑移選要擇撞擊還是閃避敵人。

## 設定
遊戲背景被設定於《前线任务 进化》和《前線任務5 戰爭的傷痕》兩者故事之間。

## 開發
《余生》分別由Silicon Studio、Ilinx兩家公司開發，並採用Orochi 4及Mizuchi引擎作為遊戲的開發工具。
與前作相同，遊戲製作人仍由橋本真司擔任，裝甲核心系列的製作人鍋島俊文擔任遊戲監督，人物設計找來了小島製作的新川洋司設計，而本作的機械設定由柳瀨敬之擔任，音樂一樣由前线任务系列作曲家岩崎英則擔任。遊戲還與日本樂團MAN WITH A MISSION合作推出數位單曲「Left Alive」，除了透過廣告播放還將於串流媒體上販售。

## 發行
《余生》原本預計於2018年發售，史克威爾艾尼克斯確定遊戲將於2019年2月28日首先在日本發售，但日本販售的Steam版本延後至與3月6日。歐美地區的發售日期為2019年3月5日。台灣與香港原本將與日本同時發售，但SIE宣布將停止販售日文版本的遊戲，並於3月5日推出英文版供玩家選購。
本作的「終極版（ULTIMATE EDITION）」包含新川洋司與柳瀨敬之繪製的美術小冊、岩崎英則編寫特別原聲帶和裝甲機兵「餓狼（ヴォルク）」的模型。

## 評價
| 汇总媒体   | 得分                   |
| ---------- | ---------------------- |
| Metacritic | PC：40/100 PS4：37/100 |

| 媒体                  | 得分       |
| --------------------- | ---------- |
| Destructoid           | 2/10       |
| Game Revolution       | [ 20 ]     |
| GameSpot              | 3/10       |
| IGN                   | PC：3.8/10 |
| Fami通                | PS4：31/40 |
| PlayStation LifeStyle | 7/10       |

本作根據Metacritic獲得「普遍不受歡迎」的評價，PC版為44/100分，而PS4版只有36/100的分數。截止至2019年3月6日，遊戲在Steam上根據220個用戶評論，獲得了「極度負評」的評價；而在日本亞馬遜的商品頁面上，遊戲的評價為1.5顆星，當中有76%的用戶給予遊戲1星評價。
大部分的媒體都認為遊戲的難度很高，Fami通表示只要一不注意就會出局，就算是簡單難度也不容易過關。IGN的編輯給予遊戲「糟糕（awful）」的評價，表示遊戲在電腦上的運作表現效果極差，並且會無緣無故的崩潰，除了優化問題，不平衡的動作設計和敵人AI都讓遊戲變得很難玩。
Destructoid的編輯丹·羅默爾（Dan Roemer）抱怨遊戲中稀少的彈藥資源、不合理的動作設計與遊戲糟糕的演出，來自Kotaku的海瑟‧亞莉珊卓（Heather Alexandra）則表示遊戲的概念很有趣，但成品卻很可怕。
Digitally Downloaded與PlayStation LifeStyle是少數給遊戲高分的媒體，前者讚揚遊戲的故事表現，認為《余生》很好地描述戰爭中人們會發生什麼事。後者表示遊戲有著聰明的目標導向關卡設計，且富有挑戰性。

### 銷售
遊戲的PS4版本於日本首周共售出了17,622份，獲得第5名的成績。但在英國，遊戲的首周成績並不理想，只排在第39名。